# Districtul Oulhaça El Gheraba
Oulhaça El Gheraba este un district din provincia Aïn Témouchent, Algeria.